# August Zehender
August Friedrich Zehender (Ahlen, 28 aprile 1903 – Budapest, 11 febbraio 1945) è stato un generale tedesco delle Waffen-SS durante la Seconda guerra mondiale.

## Biografia
Zehender nacque ad Ahlen nel Württemberg nel 1903, figlio di un ufficiale ferroviario. Dopo aver concluso gli studi, nel 1918 entrò nella scuola per sottufficiali di Ellwangen. Nel 1920 venne nominato aiutante del comandante del 25. Reggimento guardie di Schwäbisch-Gmünd. Dopo 12 anni trascorsi all'interno della Reichswehr venne nominato comandante della sezione dell'esercito dedicato all'addestramento. Con l'introduzione della coscrizione militare obbligatoria nel 1935, decise di iscriversi nelle SS e al Partito nazista, venendo assegnato al III. Battaglione dell'SS-Standarte "Germania" ad Ellwangen, dove curò l'addestramento della compagnia di mitraglieri pesanti.
Promosso SS-Sturmbannführer ricevette il comando del Kradschuetzenbataillon della divisione "Das Reich", avendo tra i suoi sottoposti, William Kment della I. Compagnia, Fritz Klingenberg della II. Compagnia, e Christian Tychsen della III. Compagnia. Alla fine del giugno 1941, impegnato sul Fronte Orientale, rimase gravemente ferito nei pressi di Losza, e, dopo la convalescenza ottenne il comando del 2. SS-Reiterreggiment (Reggimento di cavalleria) che guidò fino al 1944, quando la sua unità venne aggretata alla 8. SS-Kavallerie-Division der SS "Florian Geyer".
Nei primi mesi del 1943 l'unità di Zehender venne duramente impegnata nella zona di Belyj, e nella cattura, e successiva difesa, della cittadina di Cholomedina. Dopo aver condotto diversi incursioni contro i partigiani dietro la linea del fronte, Zehender venne promosso, il 10 marzo 1943, SS-Obersturmbannführer a cui aggiunse la Croce di Cavaliere. Nella primavera del 1944 Zehender ricevette l'ordine di creare e comandare una nuova unità di cavalleria SS, la 22. SS-Freiwilligen-Kavallerie-Division der SS "Maria Theresia", costituito con il 17. Reggimento di cavalleria SS della 8. SS-Kavallerie-Division der SS "Florian Geyer", che venne ritirato dal fronte, presso Kowel, proprio per formare il nucleo della nuova divisione; a cui vennero aggiunti diversi volksdeutsche ungheresi.
Nonostante l'addestramento non fosse ancora stato completato, la fulminea avanzata dell'Armata Rossa costrinse il comando tedesco ad impegnare una parte della nuova unità nella zona di Debrecen, mentre un'altra parte della divisione venne dislocata a Budapest per completare l'addestramento. Rimasta circondata all'interno della capitale ungherese, la divisione resistette per 52 giorni agli attacchi sovietici, e per questo Zehender venne decorato, il 4 febbraio delle Foglie di Quercia della Croce di Cavaliere.
Pochi giorni dopo, l'11 febbraio 1945, moriva, mentre tentava, insieme con i resti della sua divisione, di sfuggire alla distruzione all'interno della capitale magiara.